# Радосавлевич, Добривое
Добривое Радосавлевич Боби (серб. Добривоје Радосављевић Боби; 28 января 1915, Княжевац, Королевство Сербия — 4 апреля 1984, Белград, СФРЮ) — югославский партийный деятель, председатель Центрального комитета Союза коммунистов Сербии (1966—1968).

## Биография
Еще в школьные годы стал участником рабочего движения. В 1933 г. вступил в ряды Коммунистической партии Югославии.
В 1934 г. был арестован и осужден на три года лишения свободы с отбыванием наказания в тюрьме Сремска Митровица. После освобождения в 1937 г. стал членом Регионального комитета Союза коммунистической молодежи Сербии, а в 1938 г. — членом его ЦК. В 1940 г. был назначен секретарем райкома КПЮ в Заечаре.
С началом Национально-освободительной борьбы, в июле 1941 г., являлся инструктором обкома Коммунистической партии Сербии по организации первых партизанских отрядов в Тимочке, с середины 1942 г. и до конца войны — инструктор КПЮ в Македонии.
В 1945 г. становится секретарем городского комитета Коммунистической партии Белграда и членом Политбюро ЦК Коммунистической партии Сербии. В 1966—1968 гг. — председатель ЦК Союза коммунистов Сербии и член Президиума ЦК.

## Награды и звания
Народный герой Югославии (1953), Герой Социалистического Труда Югославии (1980), награждён медалью «Партизанская память».